# Standards in Norway
Standards in Norway från 1995 är ett livealbum med Keith Jarretts ”Standards Trio”. Albumet spelades in i Oslo Konserthus 1989.

## Låtlista
1. All of You (Cole Porter) – 8:17
2. Little Girl Blue (Richard Rodgers/Lorenz Hart) – 6:43
3. Just in Time (Jule Styne/Betty Comden/Adolph Green) – 11:05
4. Old Folks (Willard Robison/Dedette Lee Hill) – 10:43
5. Love Is a Many Splendored Thing (Sammy Fain/Paul Francis Webster) – 7:27
6. Dedicated to You (Hy Zaret/Saul Chaplin/Sammy Cahn) – 12:20
7. I Hear a Rhapsody (Jack Baker/George Fragos/Dick Gasparre) – 10:57
8. How About You? (Burton Lane/Ralph Fried) – 5:56

## Medverkande
- Keith Jarrett – piano
- Gary Peacock – bas
- Jack DeJohnette – trummor